# Bedford JJL
O Bedford JJL foi um inovador mas mal sucedido modelo de ônibus produzido pela Bedford empresa britânica, sendo realizada somente a produção de quatro protótipos no fim de 1979.